# União das Freguesias de Fânzeres e São Pedro da Cova
Die União das Freguesias de Fânzeres e São Pedro da Cova, kurz Fânzeres e São Pedro da Cova, ist eine portugiesische Gemeinde (Freguesia) im Kreis (Concelho) Gondomar im Nordwesten Portugals. Sie gehört zum Großraum von Porto.
Die Gemeinde entstand im Zuge der Gebietsreform vom 29. September 2013 durch die Zusammenlegung der ehemaligen Gemeinden Fânzeres und São Pedro da Cova. Fânzeres wurde Sitz der neuen Verwaltung, die ehemalige Gemeindeverwaltung in São Pedro da Cova blieb als Bürgerbüro und Zweigstelle der neuen Gemeindeverwaltung bestehen.
| Freguesia | Freguesia                    | Freguesia | Freguesia       | ehemalige Freguesias | ehemalige Freguesias | ehemalige Freguesias | ehemalige Freguesias |
| --------- | ---------------------------- | --------- | --------------- | -------------------- | -------------------- | -------------------- | -------------------- |
| Wappen    | Freguesia                    | Einwohner | Fläche in (km²) | Wappen               | Freguesia            | Einwohner (2011)     | Fläche in (km²)      |
|           | Fânzeres e São Pedro da Cova | 37.753    | 21,96           |                      | Fânzeres             | 23.150               | 8,07                 |
|           | Fânzeres e São Pedro da Cova | 37.753    | 21,96           | São Pedro da Cova    | 16.465               | 13,89                |                      |